# Argyrogramma misantlae
Argyrogramma misantlae là một loài bướm đêm trong họ Noctuidae.